# Björkhagsskolan

Björkhagsskolan är en gymnasieskola i Hofors, Gävleborgs län. Vid Björkhagsskolan finns Introduktionsprogrammet (IM) med  inriktningarna språkintroduktion respektive individuellt alternativ. 
Björkhagsskolans nuvarande rektor är Linda Karlsson.
Skolan ligger i på Edskevägen 18 och har en egen matsal där eleverna får lunch.